# Kup europskih prvaka u rukometu 1980./81.
Ovo je 21. izdanje Europskog kupa u rukometu. Sudjelovalo je 28 momčadi. Nakon dva kruga izbacivanja igrale su se četvrtzavršnica, poluzavršnica i završnica. Hrvatskih klubova nije bilo ove sezone.

## Turnir

### Poluzavršnica
- SC Magdeburg -  LUGI Lund 20:18, 26:20
- CSKA Moskva -  Slovan Ljubljana 25:21, 22:29

### Završnica
- SC Magdeburg -  Slovan Ljubljana 23:25, 29:18

- europski prvak:  SC Magdeburg (drugi naslov)

## Vanjske poveznice
- Opširnije